# ۳۷۵ (میلادی)
۳۷۵ (میلادی) سیصد و هفتاد و پنجمین سال تقویم میلادی است.

## درگذشتگان
- ۱۷ نوامبر - والنتینیان یکم، امپراتور روم (ت. ۳۲۱)
- گان چوگو، پادشاه باکجه

‎